# Isola artificiale
Un'isola artificiale è un'isola costruita dalla volontà umana anziché dagli elementi naturali. È creata dall'espansione di isole esistenti, costruita su reef esistenti, oppure amalgamando altre isole in una più vasta.

## Tipologie
Le prime isole artificiali erano strutture fluttuanti in acque immobili; attualmente le isole artificiali sono formate grazie alla tecnica della terra sottratta al mare, ma alcune sono formate dall'isolamento accidentale di un esistente pezzo di terra durante la costruzione di un canale. 
Altre isole sono state create in zone di bassi fondali riversando pietrame e massi in mare, come nel caso del forte veneziano di Belforte, poi riconquistato dall'acqua nei secoli. Alcuni degli sviluppi recenti sono derivati dallo studio delle piattaforme petrolifere (ad esempio Sealand e l'isola delle Rose).

## Status politico
Secondo la Convenzione delle Nazioni Unite sul diritto del mare, le isole artificiali hanno un piccolo riconoscimento legale..